# وادی مدینه
وادی مدینه یک منطقهٔ مسکونی در امارات متحده عربی است که در امارت رأس‌الخیمه واقع شده‌است. وادی مدینه ۳۱۵ متر بالاتر از سطح دریا واقع شده‌است.